# Фієскі
Фієскі (італ. Fieschi) — знатна аристократична та купецька родина з Генуезької республіки, від якої походять князі Фієскі Раваскієрі Бельмонте. Родина має давнє походження і свою назву отримала від Уго Фліска, нащадка графів Лаваньї.
Родина мала тісні зв'язки з анжуйськими королями Сицилії. Пізніше вона також встановила зв'язки з французькими королями. Сім'я Фієскі дала двох пап і 72 кардиналів.

## Історія

### Графи Лаваньї
Як графи Лаваньї, Фієскі володіли певною мірою судовою та політичною незалежністю від Республіки Генуя. Ця сім'я, що базувалася в сусідньому селі Сан-Сальваторе ді Когорно, побудувала величезний дворянський володіння у Лігурійському Леванті та внутрішніх районах К'яварі.
У 1010 році в Генуї родині Фієскі були надані права графів Лаваньї від Генріха ІІ, короля Італії з 1004 року та імператора Священної Римської імперії з 1014 року та останнього представника династії Оттонів — «Ordiniamo il predominato Fieschi vicario generale di essa città con ampio potere» (Ми призначаємо видатного Фієскі генеральними вікаріями цього міста-держави з широкими повноваженнями).
Протягом Середньовіччя відбулися численні політичні зіткнення за домінування в Лаваньї між Фієскі та Генуезькою республікою, яка мала завжди вірного союзника та оборонну прикордонну фортецю в сусідньому К'яварі. За цей час найсильнішими антагоністами роду виявилися представники генуезького роду Доріа.
Коли село стало вільним муніципалітетом, приблизно в ХІІ столітті, володіння Фієскі продовжувало, з певними обмеженнями, виконувати адміністративну та політичну роботу Лаваньї. У XIV столітті з включенням Фієкі до вищої генуезької знаті почалося поступове скорочення домініону Лаваньї.

### Інші важливі ролі
Чоловіки Фієскі — усі вони називалися «графи Лаваньї» (Conte di Lavagna) — відігравали важливу роль як прелставники гвельфської партії в управлінні та військовій історії середньовічної Генуї, постійно конфліктуючи з Республікою та завжди зберігаючи зв'язок зі своїми володіннями тут.
У 1138 році за угодою між Фієскі та комуною Генуї Фієскі погодилися проводити частину року в місті. Вони заробили великі багатства на торгівлі та фінансовій діяльності, а згодом розвинулися в багатьох різних галузях. Крім Лігурії, вони володіли феодами в П'ємонті, Ломбардії, Умбрії та в Неаполітанському королівстві.
Сінібальдо Фієскі, молодший брат графа Опіццо, був обраний папою Інокентієм IV у 1243 році. Один племінник — Опіццо, став патріархом Антіохії, а інший був обраний папою Адріаном V, одним із трьох пап у 1276 році.
На початку XIV століття Фієски намагалися посварити представників Доріа та Спінола, і ця тактика дозволила їм повернути собі владу у 1317 році. Наступні два десятиліття ознаменувалися безперервними розбратами між чотирма головними сімействами Генуї. В 1331 Генуєю опанував Роберт Неаполітанський, потім була введена посада дожа Генуї. У цей період Фієскі були віддалені від управління, виконуючи переважно дипломатичні та генеральські посади.
На початку XV століття Фієски знову перебували на піку могутності, цього разу завдяки дипломатичному альянсу з графами Савойськими та королями Франції. Коли 1422 року Геную взяв міланський правитель Філіппо Марія Вісконті, Фієски очолили боротьбу з окупантами. Після звільнення міста від міланців в 1436 році, Фієскі проводили гнучку політику щодо наступників Вісконті на міланському престолі — роду Сфорца.
Останнім великим представником роду був Джан Луїджі Фієскі, який в 1547 році очолив невдалу змову проти Андреа Доріа, який представляв протилежну прогабсбурзьку партію. Під час змови Фієскі Джованні Луїджі Фієскі та дворяни безуспішно намагалися відвоювати догат у Андреа Доріа, і могутність та влада Фієскі були остаточно зламані. Цій події присвячена трагедія Шіллера «Змова Фієскі» (1780).

## Відомі учасники
- Сінібальдо, обраний папою Іннкоентієм IV
- Оттобуоно, обраний папою Адріаном V
- Алайя, племінник Оттобуоно, що згадується у Божественній комедії Данте Аліг'єрі
- Лука Фієскі, кардінал
- Опізо Фієскі, латинський патріарх Антіохії
- Нікколо Фієскі, італійський кардінал
- Катаріна Фієскі Адорно (1447—1510), відома як Свята Катерина з Генуї
- Джованні Луїджі Фієскі (1522—1547)
- Дон Ораціо Джованні Баттіста Раваскьєрі Фієска, 1-ший князь Бельмонте (помер 1645)